# فيديريكو فايرو
فيديريكو فايرو (بالإسبانية: Federico Vairo)‏ (مواليد 27 يناير 1930) هو لاعب كرة قدم. يلعب مع منتخب الأرجنتين لكرة القدم. سبق له أن لعب في كأس العالم لكرة القدم مع منتخب بلاده.

## روابط خارجية
- فيديريكو فايرو على موقع الاتحاد الدولي (مؤرشف)  (الإنجليزية)
- فيديريكو فايرو على موقع قاعدة بيانات كرة القدم.إي يو (الإنجليزية)
- فيديريكو فايرو على موقع ناشيونال فوتبول تيمز (الإنجليزية)
- فيديريكو فايرو على موقع Soccerway.com (الإنجليزية)